# Synne Hansen
Pour les articles homonymes, voir Hansen.
Synne Hansen, née le 12 août 1995, est une footballeuse internationale norvégienne évoluant au poste de milieu de terrain avec le club du Bayer Leverkusen.

## Biographie

### Parcours en équipe nationale
Après avoir écumé les différentes sélections de jeunes, Synne Hansen reçoit sa première sélection en équipe nationale A le 15 septembre 2016 face au Kazakhstan (victoire 10-0). 
Le 2 mai 2019, elle est appelée pour disputer la Coupe du monde 2019 organisée en France.

## Palmarès

### AvecRøa IL
- Finaliste de la Coupe de Norvège en 2012 et 2016

### AvecLSK Kvinner
- Championne de Norvège en 2017 et 2018
- Vainqueur de la Coupe de Norvège en 2018